# Villacidro
Villacidro (, Biddacidru, Biddaxidru o Bidda de Cidru in sardo) è un comune italiano di 12 935 abitanti, capoluogo (assieme a Sanluri) della provincia del Medio Campidano.

## Geografia fisica

### Territorio
(Gabriele D'Annunzio, 1882)
L'abitato di Villacidro rappresenta uno degli esempi più significativi di adattamento di un abitato alla morfologia dei luoghi. Il centro di antica formazione è posto alla bocca della valle di Castangias e costituisce la parte più alta del centro urbano. La parte del centro sviluppatasi successivamente si è disposta lungo la conoide di deiezione assumendo la stessa disposizione dei depositi detritici.

## Origini del nome
Il toponimo Villacidro deriverebbe dalle parole "villa" (villaggio) e "cedro", dal latino "cedrus", forse ad indicare la coltivazione del frutto nella zona.

## Storia
Il territorio di Villacidro è abitato fin dalla preistoria, vari ritrovamenti databili al neolitico e all'età del rame sono stati rinvenuti nella zona di Seddanus, Cannamenda, Seddus e lungo il rio Villascema e il rio Leni, dove sono stati scoperti manufatti in ossidiana.
La civiltà nuragica ha lasciato cospicue tracce come il villaggio di Cottega e i nuraghi Narti, Nuraxi, Cuccur'e Crabas, Cuccuru Muntoni e Genna Uraxi. In epoca romana il territorio appare intensamente popolato come testimoniano una necropoli e i resti di due terme. Il centro abitato sorse forse in questo periodo per via della fertilità del suolo; un altro centro abitato nelle vicinanze era quello di Leni.
Nel medioevo Villacidro era nota come  Xedri de Leni e fece parte del giudicato di Cagliari, nella curatoria di Gippi. Alla caduta del giudicato (1258) passa sotto il dominio pisano, e dopo la conquista aragonese della Sardegna nel 1328 appare nei documenti come Villacidro de Leeni. Sia Leni che Villacidro risultano spopolati all'inizio del XV secolo ma si ripresero nei decenni successivi. Il paese in epoca aragonese e spagnola passò sotto il controllo di diverse famiglie di feudatari tra cui i Civiller, i Gerp e i Brondo.
Nel 1690, sotto gli spagnoli, venne compreso nel marchesato di Villacidro, concesso ai Brondo. Dai Brondo passò per linea femminile ai Bon Crespi di Valdaura, ai quali fu riscattato nel 1839 con la soppressione del sistema feudale, per cui divenne un comune amministrato da un sindaco e da un consiglio comunale.
A partire dal 1720 passò come il resto dell'isola ai Savoia. Dal 1807 al 1821, Villacidro fu sede di una delle 15 prefetture istituite in Sardegna dal governo Sabaudo; due secoli dopo fu invece capoluogo (insieme a Sanluri) della provincia del Medio Campidano: tale ruolo fu mantenuto dal comune dal 2005 fino alla soppressione dell'ente nel 2016.
Durante la seconda guerra mondiale dal 10 giugno 1940 arriva l'8º Stormo che resta fino alla metà del successivo mese di settembre.

### Simboli
Lo stemma e il gonfalone del comune di Villacidro sono stati concessi con decreto del 15 maggio 1963.
Il gonfalone è un drappo di bianco.

## Monumenti e luoghi d'interesse

### Architetture religiose
- chiesa di Santa Barbara
- chiesa di San Sisinnio
- chiesa di San Pietro
- chiesa delle Anime Purganti
- chiesa di San Giuseppe
- chiesa di Nostra Signora del Rosario
- chiesa di Sant'Antonio
- chiesa della Madonna del Rosario
- chiesa del Carmine
- chiesa di Sant'Ignazio da Laconi

### Architetture civili

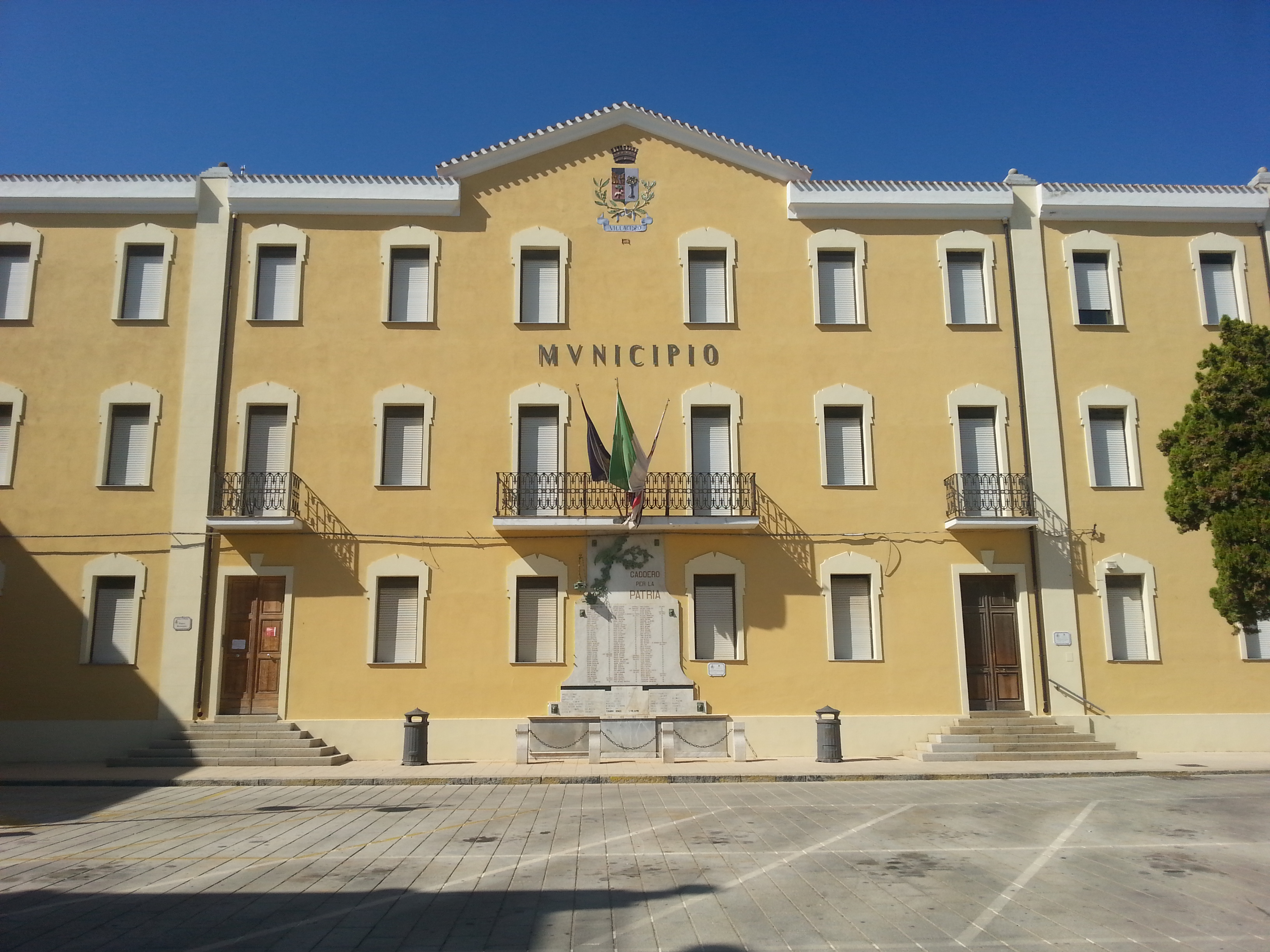
Il municipio

Il lavatoio pubblico, in stile liberty, fu inaugurato nel 1893. L'opera, progettata dall'ingegnere Enrico Pani, presenta caratteristiche strutturali riscontrabili in pochissime altre strutture in Sardegna, tra queste il mercato vecchio di Cagliari demolito negli anni '50 del XX secolo. È costituito da una grande copertura in lamiera sorretta da 22 colonne in ghisa; sotto questa copertura si trovano 36 vasche rivestite in trachite, con capacità, ciascuna, di un quarto di metro cubo. Nel prospetto principale è presente una fontana artistica abbellita da alcune sculture marmoree tra cui due sirene, un leone e una leonessa, andati trafugati nel periodo post-bellico, e alcuni volti d'angelo.

### Miniere
Nel territorio comunale di Villacidro si trova la miniera dismessa di Canale Serci.

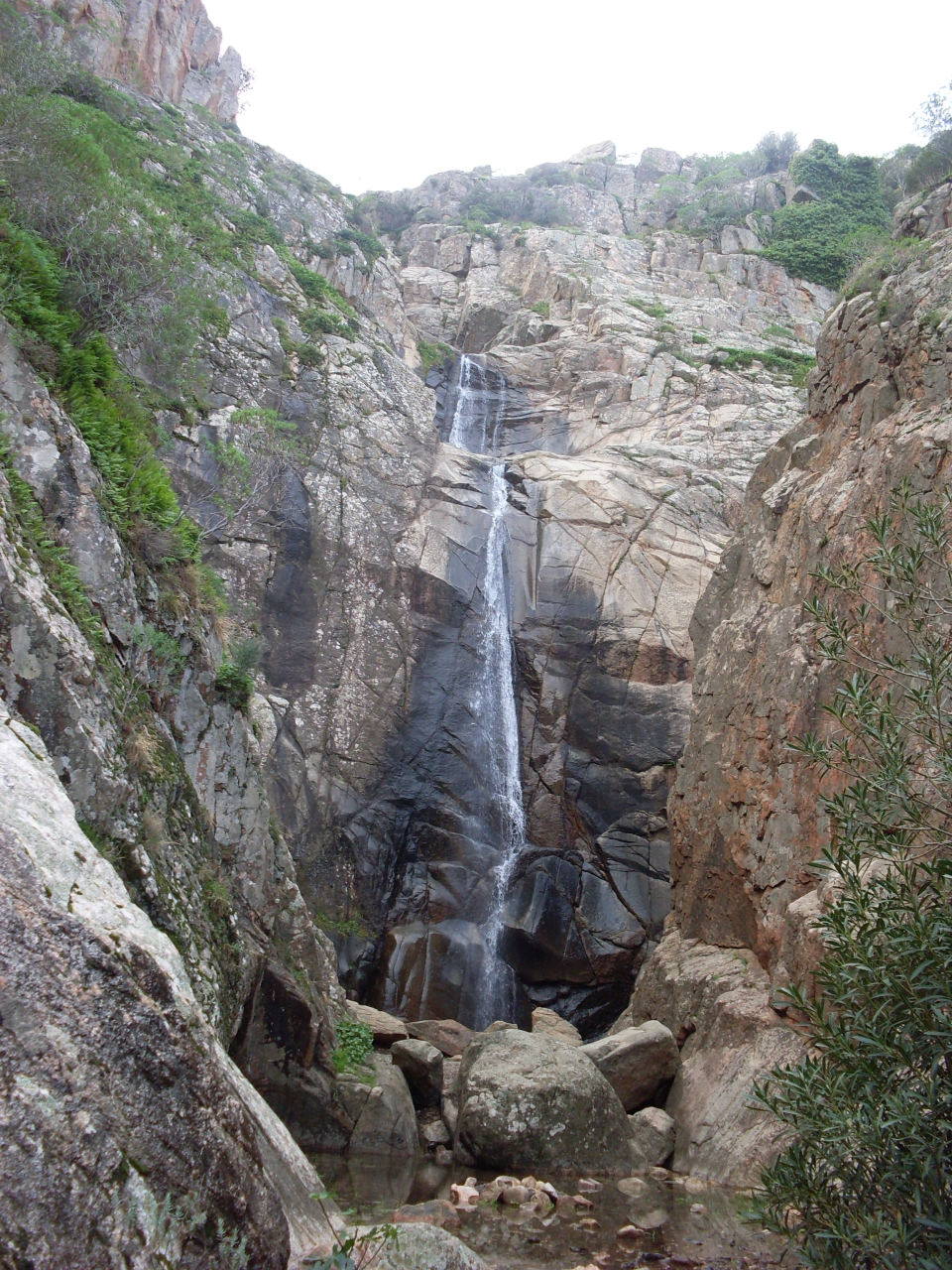
La cascata Sa Spendula dopo le prime piogge autunnali.

### Aree naturali

#### Cascate
La cascata Sa Spendula, composta da tre salti, è formata dal torrente Coxinas, che prende poi il nome di rio Seddanus. È una meta frequentata nel periodo estivo in quanto poco distante dal centro abitato. Il sito fu elogiato in una poesia di Gabriele D'Annunzio durante una permanenza nel paese.
Più all'interno, fra i rilievi compresi fra l'altopiano di Oridda e il monte Linas, sono presenti altre tre cascate, quella del rio Linas, quella di Piscina Irgas e quella di Muru Mannu, ubicate in un'area di interesse naturalistico nota come Monti Mannu. La cascata di Muru Mannu, notoriamente associata al territorio di Villacidro, è in realtà ubicata in territorio comunale di Gonnosfanadiga appena oltre il confine con quello di Villacidro. All'interno di tali monti abbiamo il monte Margiani.

## Società

### Evoluzione demografica
Abitanti censiti

### Lingue e dialetti
La variante del sardo parlata a Villacidro è il campidanese occidentale.

### Tradizioni e folclore

#### Villacidro e la stregoneria
Villacidro è conosciuto anche per esser considerato tradizionalmente sa bidda de is cogas, ossia il paese delle streghe.

## Cultura

### Eventi
- 16 gennaio: Sant'Antonio abate, definito anche Sant'Antoni 'e su fogu. Si tratta di una festa notturna, basata sull'accensione di un grande falò (in sardo Su fogadoni).Il giorno della festa, di pomeriggio, si svolge la processione religiosa a seguito del santo, per le vie cittadine. Si conclude sul sagrato della chiesa parrocchiale, dove vengono benedetti gli animali (Sant'Antonio è il protettore degli animali). Dopo la celebrazione solenne della messa, il Comitato organizzatore distribuisce alla popolazione il pane benedetto che ognuno porta a casa;
- maggio: Festa di Sant'Isidoro[non chiaro];
- giugno: Sagra delle ciliegie;
- prima domenica di agosto: Festa di San Sisinnio di Leni;
- 31 dicembre: Su trigu cotu (grano cotto), antica usanza: si passa per le case distribuendo del grano cotto come augurio di buon auspicio per il nuovo anno.

## Infrastrutture e trasporti

La stazione di Villacidro

Fino al 1956 era presente a Villacidro il capolinea della ferrovia Isili-Villacidro. Il centro abitato è oggi collegato con uno svincolo della Strada statale 196 di Villacidro.

## Sport

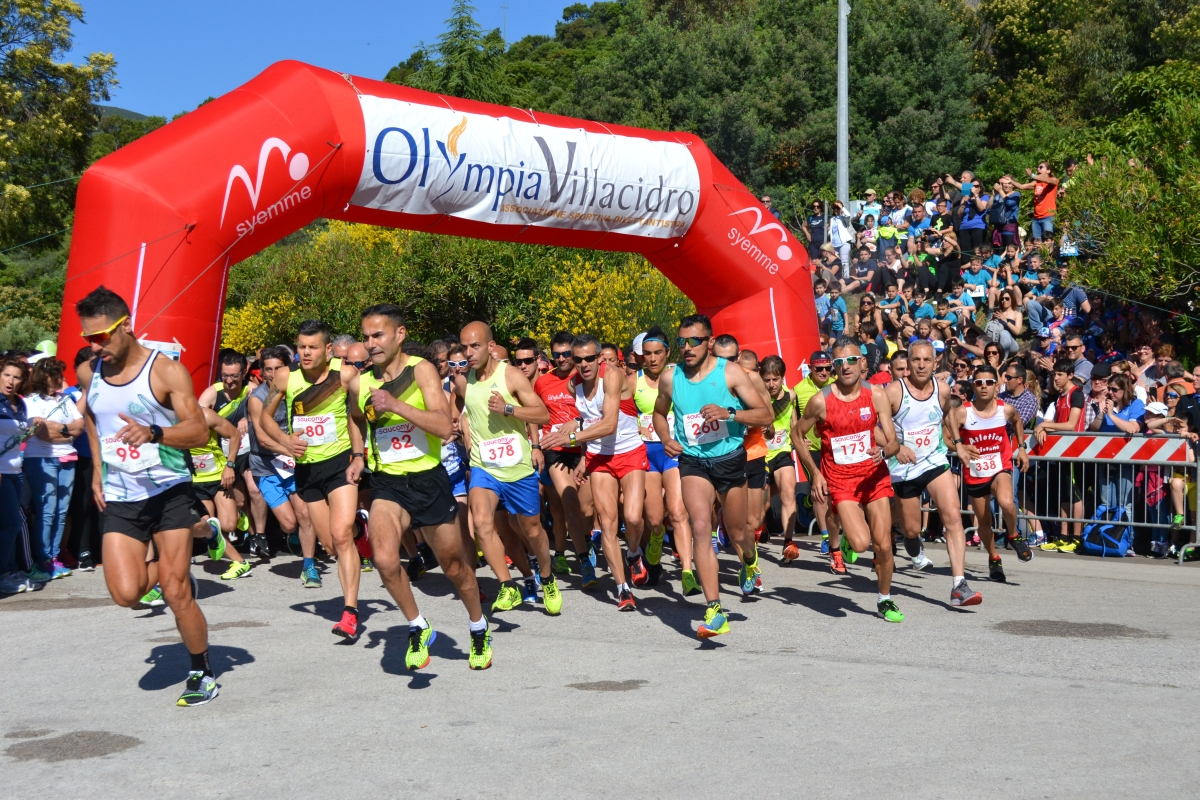
Lago di Corsa partenza XIV edizione - 2 giugno 2019

### Atletica Leggera
Attività promossa dall'ASD Olympia Villacidro, nata nel 2005.

### Skyrunning
Attività promossa dall'ASD Margiani Team, nata nel 2017.

### Calcio
La squadra più importante di Villacidro è la Società Sportiva Villacidrese, arrivata a militare in Lega Pro Seconda Divisione, quarta categoria del campionato italiano di calcio, per due volte. Nel 2011 a causa di problemi finanziari fu costretta a ripartire dalla Terza Categoria; la prima squadra calcistica del comune allora diventò la S.S. Riunite Villacidro, militante in Eccellenza. Nel 2012 anche questa fallì, facendo tornare la Villacidrese prima squadra della città. La Villacidrese attualmente milita nel campionato di Eccellenza.

### Pallavolo
Attività promossa dall'ASD Pallavolo Villacidro.

### Triathlon
Nel comune è attivo il Villacidro Triathlon che partecipa a competizioni regionali e nazionali di triathlon, ciclismo e atletica leggera.